# Renate Silberer
Renate Silberer (* 7. Juni 1975 in Braunau am Inn, Oberösterreich) ist eine österreichische Lyrikerin, Schriftstellerin und Feldenkrais-Pädagogin.

## Leben und Werk
Renate Silberer studierte Erziehungswissenschaften sowie Sonder- und Heilpädagogik und ist in freier Praxis als Feldenkraislehrerin sowie als Psychoanalytikerin in Ausbildung unter Supervision tätig.
Seit 2009 veröffentlicht sie Kurzprosa und Lyrik in Zeitschriften und Anthologien (kolik, Die Rampe, Lichtungen, Salz, Jahrbuch der Lyrik, Jahrbuch österreichischer Lyrik etc.). 2017 erschien ihr Prosadebütband Das Wetter hat viele Haare, 2024 ihr Lyrikdebüt Reste einer Sprengung. Ihr Werk wurde vielfach ausgezeichnet.
Renate Silberer lebt in Linz.

## Publikationen
- Das Wetter hat viele Haare. Erzählungen. Kremayr & Scheriau, Wien 2017, ISBN 978-3-218-01081-8
- Hotel Weitblick. Roman. Kremayr & Scheriau, Wien 2021, ISBN 978-3-218-01272-0
- Reste einer Sprengung. Gedichte. Edition Melos, Wien 2024, ISBN 978-3-9505459-1-3

## Auszeichnungen
- 2009: STARTstipendium für Literatur des Bundesministeriums für Unterricht, Kunst und Kultur
- 2011: Talentförderungsprämie für Literatur des Landes Oberösterreich
- 2011: Staatsstipendium für Literatur des Bundesministeriums für Unterricht, Kunst und Kultur
- 2013: Rauriser Förderungspreis
- 2013: Kunstförderungsstipendium der Stadt Linz für Literatur
- 2016: Projektstipendium für Literatur des österreichischen Bundeskanzleramtes
- 2018: Werkzuschuss aus dem Jubiläumsfonds der Literar-Mechana
- 2019: Projektstipendium für Literatur des österreichischen Bundeskanzleramtes
- 2021: Projektstipendium für Literatur des Bundesministeriums für Kunst, Kultur, öffentlicher Dienst und Sport
- 2022: Künstlerisches Stipendium des Landes Oberösterreich